# Wu wei

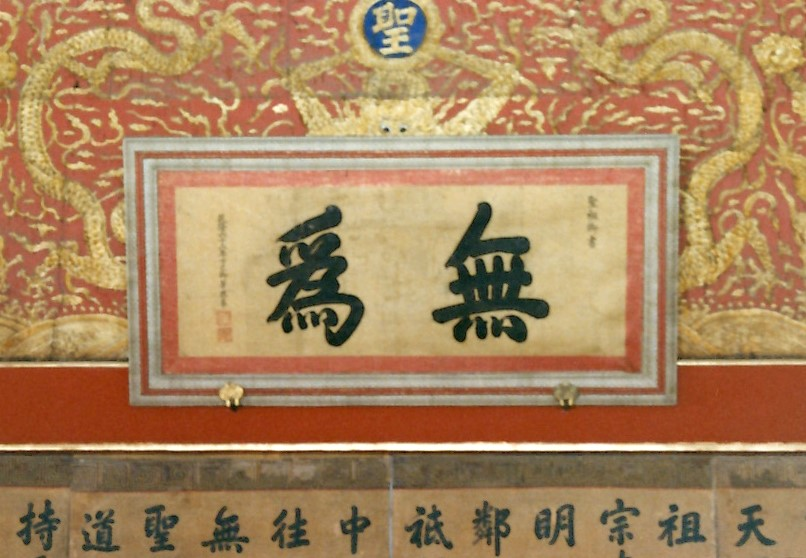
„Wuwei“ im Kaiserpalast Peking (為無 als Langzeichen von rechts zu lesen)

Der Begriff Wu wei, auch Wuwei (chinesisch 無為 / 无为, Pinyin wúwéi bis hin zu 為無為 / 为无为,  wéi wúwéi) stammt aus dem Daoismus – erstmals wird er im Daodejing erwähnt. Er wird definiert als gezieltes Nichthandeln im Sinne von Enthaltung eines gegen die Natur gerichteten Handelns.

## Bedeutung
Der Begriff Wu Wei begründet sich aus der daoistischen Auffassung vom Dao, dem umfassenden Ursprung und Wirkprinzip, das die Ordnung und Wandlung aller Dinge und Vorgänge bewirkt, so dass es nicht weise wäre, in das Walten dieses Prinzips einzugreifen. Die letzte Wahrheit ist gemäß dieser Lehre natürlich bedingt und erfolgt spontan, ohne dass der Geist des Menschen in sie eingreifen müsste. Die Rückkehr zu Grundprinzipien kann nur erfolgen, wenn das dualistische Denken aufgegeben wird und die Handlungen als Wei Wu Wei im Einklang mit dem natürlichen Fluss des Lebens erfolgen. Es geht auch darum, die naturgemäße Entwicklung gewähren-zu-lassen bei der Gestaltung wahrgenommener Erfahrungswelt auf dem Weg von persönlichen Freiheiten, familiärer Eigenheiten, gemeinschaftlicher Unternehmungen, sowie landesspezifischer Entwicklungen im weltweiten Ausgleich.
Wu Wei bedeutet nicht, dass man gar nicht handelt, sondern dass die Handlungen spontan in Einklang mit dem Dao entstehen. Dadurch wird das Notwendige leicht und mühelos getan und sowohl Übereifer als auch blinder Aktionismus (die als hinderlich betrachtet werden) vermieden. Es ist ein Zustand der inneren Stille, der zur richtigen Zeit die richtige Handlung ohne Anstrengung des Willens hervortreten lässt. Laut Joseph Needham ist das Wu Wei eine „Enthaltung von gegen die Natur gerichteten Handlungen.“ – im Gegensatz zu strikt kausalen Zusammenhängen bezeichnete er diese Haltung als „korrelatives Denken“ mit Bezug zu Systemen von sich ordnenden Möglichkeiten.
Das Vollkommene wird im Daoismus als leer, weich und spontan gedacht und entsprechend sollte auch das Handeln sein, d. h. ohne ein Eingreifen des dualistischen Intellekts, sich der Situation anpassend und intuitiv. Das vollkommene Handeln erkennt intuitiv das beste Mittel und es erscheint als sinnlos, seine Energie in unfruchtbaren Handlungen um der Handlung willen zu erschöpfen, sondern das Handeln sollte sich auf die geeigneten Umstände und Mittel beschränken. Die beste Übersetzung des Begriffes Wu Wei wäre somit „Nicht-Eingreifen“, „tätiges Nichthandeln“ bzw. als Wei Wu Wei „Handeln durch Nicht-Handeln“, und es handelt sich um eine Art von kreativer Passivität. Aus dem integrativen Geschehenlassen resultiert als natürliche Folge auch eine Haltung der friedlichen Gewaltlosigkeit.
Der Begriff Wu Wei erschien in der chinesischen Philosophie zum ersten Mal im Daodejing und blieb ein Wesensmerkmal des Daoismus.

„Wenn du auf dem Wasser reisen willst, ist ein Boot dafür geeignet, weil ein Boot sich auf dem Wasser in geeigneter Weise bewegt. Wenn du aber an Land gehst, kommst du damit nicht weiter und wirst nur Ärger haben und nichts erreichen als dir selbst Schaden zuzufügen.“

„Niemals machen und doch bleibt nichts ungetan.“

„Der Edle tut es ohne Absicht.“

„Ohne Absicht bleibt doch nichts ungefördert; denn man ist nie im Zweifel, was man zu tun hat.“